# Elbenia fissa
Elbenia fissa är en insektsart som beskrevs av Heinrich Hugo Karny 1923. Elbenia fissa ingår i släktet Elbenia och familjen vårtbitare. Inga underarter finns listade i Catalogue of Life.